# Cristian Darío Álvarez
Cristian Darío Álvarez (Rosario, 13 de novembre de 1985), és un futbolista professional argentí que actualment juga com a porter al Reial Saragossa.

## Trajectòria
El jugador va desenvolupar la seva carrera futbolística a les categories inferiors del Rosario Central fins que al 23 de febrer de 2006 va debutar en el primer equip a la Copa Libertadores. El juliol de 2008, el porter deixa el seu equip argentí per fitxar pel RCD Espanyol de Barcelona per cinc temporades, i per un preu d'un milió i mig d'euros.
Durant les seves primeres 3 temporades al club va ser suplent fins que en la temporada 2011-12 es va guanyar la titularitat. Malgrat que va continuar com a titular al començament de la temporada 2012-13, una sèrie de lesions li van fer perdre el seu lloc. En acabar el seu contracte, l'Espanyol va decidir no renovar el seu vincle.
L'estiu de l'any 2017, després d'un any sense jugar, fitxa pel Reial Saragossa, on s'ha guanyat la titularitat per les seves parades clau al llarg de la temporada.

## Palmarès
| Títol             | Club                   | País      | Any  |
| ----------------- | ---------------------- | --------- | ---- |
| Copa Catalunya    | RCD Espanyol           | Catalunya | 2010 |
| Copa Catalunya    | RCD Espanyol           | Catalunya | 2011 |
| Copa Libertadores | San Lorenzo de Almagro | Argentina | 2014 |